# وزارة المالية (كوسوفو)
وزارة المالية (بالألبانية: Ministria e Financave)‏ في كوسوفو هي إدارة تابعة لحكومة كوسوفو مسؤولة عن المالية العامة في كوسوفو. يقع المقر الرئيسي في شارع الأم تريزا في العاصمة بريشتينا.

## الوزراء (2008 إلى الوقت الحاضر)
- أحمد شالا، 10 يناير 2008 - 22 فبراير 2011
- بدري حمزة، 22 فبراير 2011 - 9 ديسمبر 2014
- عبد الله هوتي، 9 ديسمبر 2014 - 7 أغسطس 2017
- أجيم كراسنيكي، 7 أغسطس 2017 - 9 سبتمبر 2017
- بدري حمزة، 9 سبتمبر 2017 - 3 فبراير 2020
- بسنيك بيسليمي، 3 فبراير 2020 - 3 يونيو 2020
- حكمت باجرامي، 3 يونيو 2020 - 24 فبراير 2021
- أجيم كراسنيكي (بالإنابة)، 24 فبراير 2021 - 22 مارس 2021
- هيكوران موراتي، 22 مارس 2021 - حاليًا

المصدر:

## أنظر أيضا
- حكومة كوسوفو
- اقتصاد كوسوفو